# MONOS 猿と呼ばれし者たち
『MONOS 猿と呼ばれし者たち』（モノス さるとよばれしものたち、原題: Monos）は、2019年の戦争・ドラマ映画。アレハンドロ・ランデスが監督を務め、ランデスとアレクシス・ドス・サントスが脚本を執筆した。出演はジュリアン・ニコルソン、モイセス・アリアスら。人質の監視を任命された少年兵部隊を描く。
2019年1月26日、サンダンス映画祭で披露され、ワールドシネマ劇映画審査員特別賞を受賞した。第92回アカデミー賞国際長編映画賞のコロンビア代表に選出された。

## ストーリー
あるゲリラ組織の少年兵部隊「モノス」は、人里離れた山岳で彼らが「博士」と呼ぶアメリカ人女性の人質を監視している。隊員は互いを徒名でしか呼ばない。ある日、メッセンジャーが部隊を訪れ、訓練を施す。隊員の「レディ」と「ウルフ」は恋愛関係を結ぶ許可をメッセンジャーに求め、承認を得る。メッセンジャーはシャキーラと呼ばれる乳牛をモノスに託し去っていく。
レディとウルフは床を共にし、他の隊員たちはこれを銃砲で祝福する。この際、隊員の「ドッグ」はシャキーラを誤射し殺してしまう。部隊は罰としてドッグに穴を掘らせ監禁し、シャキーラを食肉にする。隊長のウルフは自殺を遂げる。隊員たちは合議の末、ドッグを守るため、ウルフがシャキーラを殺し自殺したとメッセンジャーに報告することにする。その夜レディと「ランボー」は性的関係を持つ。部隊は無線でメッセンジャーにウルフの死を報告し、メッセンジャーは「ビッグフット」を隊長に任命する。組織は博士が存命であることを確認するため、無線を通じて博士に質問をする。
モノスは攻撃に遭い、「スウェーデン」が博士の監視を任される。スウェーデンは博士に敵の勢力が救出しようとすれば博士を殺さなければならないと告げる。博士はスウェーデンの感情に訴え、二人は地下壕で抱擁しキスを交わすが、博士は我に返りスウェーデンを撥ね退ける。
組織は戦闘に勝利し、モノスはジャングルへ移動する。到着後しばらくして博士が脱走する。ビッグフットは怒りを露にし、無線機を破壊しモノスは組織から独立したと宣言する。モノスは博士を再び捕獲し、ビッグフットはランボーに博士を鎖に繋ぐよう命じる。
メッセンジャーがモノスを訪れ、レディとビッグフットが無許可で関係を始めていることを知る。メッセンジャーは隊員に熾烈な修練を課し、互いの悪事を報告させる。「スマーフ」はシャキーラを殺したのがドッグであること、そしてビッグフットがモノスの独立を宣言したことを告げる。メッセンジャーは処遇を決めるためビッグフットを組織の司令部へと連行する。道中、ビッグフットはメッセンジャーを射殺し、ジャングルの拠点に戻る。隊員たちは告げ口の罰としてスマーフを木に縛りつけ、通行する車を略奪する。
ランボーはスマーフを解放しようとするが、レディに見つかり止められる。ランボーは部隊を脱走し、川でボートを見つける。ボートの持ち主の採金者はランボーを家に連れて帰り、食事と寝床を提供する。
スウェーデンは博士を水浴に連れて行き、やがて自分も水に入る。博士は繋がれた鎖でスウェーデンの首を絞め、石で鎖を壊して脱走する。博士はスマーフの長靴を奪い、スマーフは自分を解放するよう懇願するが、博士はこれを拒絶する。
モノスはランボーの足跡をたどり、採金者とその妻を殺害する。ランボーが逃げるなか、採金者の家のテレビは博士が発見され保護されたと報じる。レディはテーブルの下に隠れる3人の子供を見つける。ビッグフットと「ブンブン」、ドッグはランボーを追い、ランボーは川に逃げ込む。ランボーは岸に打ち上げられ、軍隊のヘリコプターに救助される。ヘリコプターは近くの都市の上空に着き、無線で身元不明の人物を救助したと報告し指示を仰ぐ。ランボーは目を潤ませる。

## キャスト
- ランボー: ソフィア・ブエナベントゥラ
- ウルフ: フリアン・ヒラルド
- レディ: カレン・キンテロ
- スウェーデン: ラウラ・カストリジョン
- スマーフ: デイビ・ルエダ
- ドッグ: パウル・クビデス
- ブンブン: スネイデル・カストロ
- ビッグフット: モイセス・アリアス
- 博士: ジュリアン・ニコルソン
- メッセンジャー: ウィルソン・サラサル
- 採金者: ホルヘ・ロマン
- 記者: バレリア・ソロモノフ

## 製作

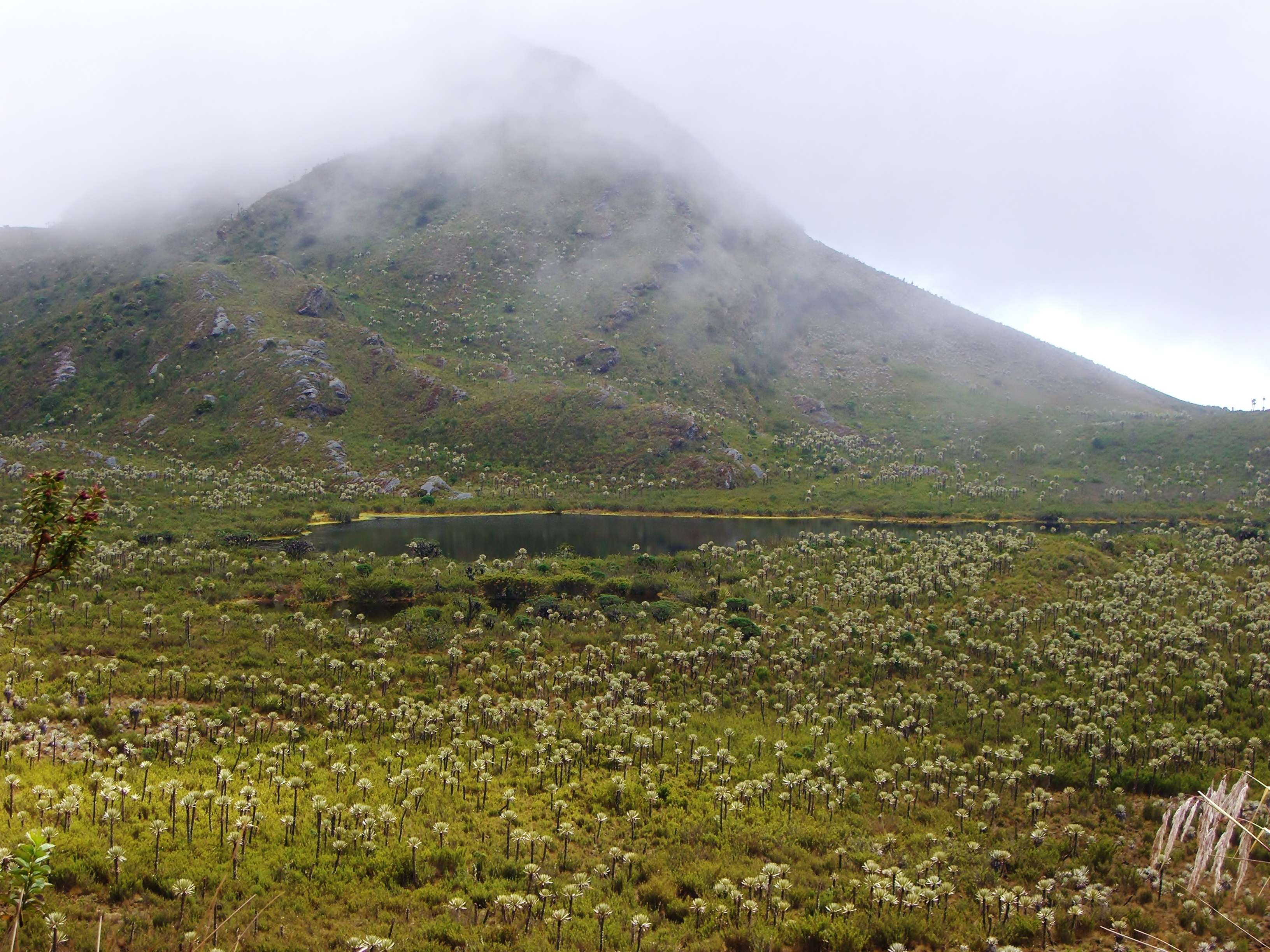
映画の前半のロケ地であるチンガサ国立自然公園

本作はウィリアム・ゴールディング著『蠅の王』およびジョゼフ・コンラッド著『闇の奥』に着想を得ている。映画『炎628』『美しき仕事』にも影響を受けている。本作の題名であり主人公たちの所属する部隊の名前でもある "monos" はスペイン語で「猿」の複数形を意味するものの、ランデスによれば「一人」を意味するギリシア語由来の接頭辞 "mono-" を意味する。少年兵とコロンビア内戦という題材に関してランデスは次のように語っている。
『MONOS』では若さが国家としてのコロンビアのメタファーとして機能します。コロンビアは若い国で、まだアイデンティティを模索しており、和平の夢は脆く、儚く、途絶えません。（中略）仲間を欲しながら、同じぐらい強く独りになりたくなる人生の時期です。『MONOS』は遠い国の紛争と捉えられかねないものを描いて観客から同情や憤りを促すのではなく、この不安と葛藤を内面から喚起することを模索します。
ラテンアメリカでは珍しいタイプの映画であるため、『MONOS』はさまざまな機関から支援を受け8か国の共同製作となった。ランデスは資金調達のプロセスについて「カンパを募ったようなものです。撮影開始時点では予算の半分ぐらいしかなかったと思います」と語った。
コロンビア各地に住む800人以上が少年兵役に検討された。まず選ばれた20〜30人ほどが山中で数週間にわたるキャンプに参加し、午前はアルゼンチンの女優イネス・エフロンから演技指導を、午後はウィルソン・サラサルから軍事訓練を受け、そこからさらにメインの8人が選ばれた。サラサルは11歳から24歳までコロンビア革命軍 (FARC) の戦闘員であった。ランデスはリサーチのため訪れた社会復帰プログラムでサラサルと出会い、コンサルタントに起用し、その後メッセンジャー役にも起用した。普段はマットと名乗るブエナベントゥラ演じるランボー役は脚本では男子として書かれていたが、ランデスはキャスティング段階で性別を曖昧にすることに決めた。『MONOS』はアリアスとニコルソン以外のメインの出演者たちにとって初の映画出演となった。キンテロとカストリジョンは舞台での演技経験があった。ブエナベントゥラとヒラルドは本作以降も映画に出演している。
撮影は2016年末から9週間にわたって行われた。山中のシーンはボゴタから車で4時間ほど離れ、海抜4千メートルを超えるチンガサ国立自然公園で、ジャングルのシーンはメデジンから車で5時間ほど離れたアンティオキア県のサマナノルテ川で行われた。ジャングルは内戦の影響で近年まで市民が立ち入るのは危険とされていたため、自然が多く残っていた。ラバが食料や機材を運び、カヤックのコロンビア代表チームが撮影拠点の発見を、違法採金者の家族がテントの設営を手助けした。水中シーンは出演者がブイを付け、カヤックチームが安全を確保しつつ撮影された。著名な水中カメラマンであるピーター・ズッカリーニが3〜4日間撮影に参加した。撮影監督のジャスパー・ウルフによると、山と川どちらも本作で初めてカメラに収められた。

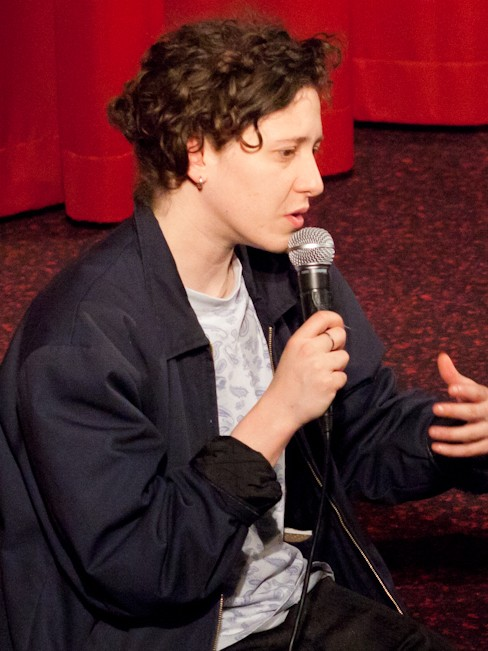
作曲を担当したミカ・レヴィ

ミカ・レヴィが映画スコアを担当したのは『アンダー・ザ・スキン 種の捕食』『ジャッキー/ファーストレディ 最後の使命』『Marjorie Prime』に続き『MONOS』は4作目となる。レヴィは本作の未完成カットを鑑賞後参加を決めた。ランデスはレヴィに「壮大な、しかし最小限の」スコアを求めた。レヴィはまずビン笛、ティンパニ、シンセサイザーから成る短い音を作り、それらを膨らませてスコアを作成した。甲高いビン笛の音は組織の気配を思わせる「支配者の笛」となり、鳥のさえずりのような笛の音は少年兵同士の絆を象徴し、支配者の笛を伴うティンパニの音は「遠方から部隊をコントロールしようとする怪しい力」を象徴している。スコアは劇中22分と控えめに使われている。

## 公開
2019年1月、ネオンが米国配給権を獲得した。2019年3月、パーティシパント・メディアが米国における共同配給に参加した。

## 評価
Rotten Tomatoesは150件の批評に基づき、本作の高評価の割合を92%、評価の平均を8.00/10、批評家の総意を「思考を促すと同時に視覚的にも長けた『MONOS』は、人間の本質に対する禍々しい見方を示し、そのおそろしい洞察は消えがたいインパクトを残す」としている。Metacriticは27件の批評に基づき78/100という「概ね好評」の加重平均値を示している。

## 受賞
| 賞                                           | 部門                             | 対象                         | 結果       |
| -------------------------------------------- | -------------------------------- | ---------------------------- | ---------- |
| サンダンス映画祭                             | ワールドシネマ劇映画審査員特別賞 | 『MONOS 猿と呼ばれし者たち』 | 受賞       |
| カルタヘナ映画祭                             | 観客賞                           | 『MONOS 猿と呼ばれし者たち』 | 受賞       |
| ブエノスアイレス国際インディペンデント映画祭 | 作曲賞                           | ミカ・レヴィ                 | 受賞       |
| ニューポートビーチ映画祭                     | 作品賞                           | 『MONOS 猿と呼ばれし者たち』 | 受賞       |
| ニューポートビーチ映画祭                     | 女優賞                           | ソフィア・ブエナベントゥラ   | 受賞       |
| ニューポートビーチ映画祭                     | 監督賞                           | アレハンドロ・ランデス       | 受賞       |
| ニューポートビーチ映画祭                     | 撮影賞                           | ジャスパー・ウルフ           | 受賞       |
| モントクレア映画祭                           | 劇映画賞                         | 『MONOS 猿と呼ばれし者たち』 | 受賞       |
| トランシルヴァニア国際映画祭                 | 作品賞                           | 『MONOS 猿と呼ばれし者たち』 | 受賞       |
| コシツェ芸術映画祭                           | 作品賞                           | 『MONOS 猿と呼ばれし者たち』 | 受賞       |
| オデッサ国際映画祭                           | 監督賞                           | アレハンドロ・ランデス       | 受賞       |
| サンティアゴ国際映画祭                       | 監督賞                           | アレハンドロ・ランデス       | 受賞       |
| ビニャ・デル・マール国際映画祭               | 外国映画賞                       | 『MONOS 猿と呼ばれし者たち』 | 受賞       |
| ビニャ・デル・マール国際映画祭               | 報道特別賞                       | 『MONOS 猿と呼ばれし者たち』 | 受賞       |
| ミシュコルツ国際映画祭                       | 作品賞                           | 『MONOS 猿と呼ばれし者たち』 | 受賞       |
| ミシュコルツ国際映画祭                       | 国際芸術映画連盟審査員賞         | 『MONOS 猿と呼ばれし者たち』 | 受賞       |
| サン・セバスティアン国際映画祭               | セバスチャン賞                   | 『MONOS 猿と呼ばれし者たち』 | 受賞       |
| ロンドン映画祭                               | 作品賞                           | 『MONOS 猿と呼ばれし者たち』 | 受賞       |
| 英国インディペンデント映画賞                 | 外国映画賞                       | 『MONOS 猿と呼ばれし者たち』 | ノミネート |
| ゴヤ賞                                       | イベロアメリカ映画賞             | 『MONOS 猿と呼ばれし者たち』 | ノミネート |
| ロンドン映画批評家協会賞                     | 外国映画賞                       | 『MONOS 猿と呼ばれし者たち』 | ノミネート |
| ロンドン映画批評家協会賞                     | 技術賞                           | ジャスパー・ウルフ           | ノミネート |